# Мішель Кіган
Мішель Елізабет Кіган (англ. Michelle Elizabeth Keegan) — англійська акторка, відома своїми ролями Тіни Макінтайр у мильній опері ITV Вулиця коронації та сержанта Джорджі Лейн у драматичному серіалі BBC «Наша дівчина». Кіган також зіграла роль Трейсі Шоукросс у драмі BBC One "Звичайна брехня", Тіну Мур у байопіку "Тіна та Боббі" та Ерін Крофт у комедії Sky Max Brassic.

## Раннє життя
Кіган народилася в Стокпорті в родині Майкла Кігана та Джекі Тернер. Її прабабуся по материнській лінії була гібралтаркою, яка вийшла заміж за британського солдата, дислокованого в Гібралтарі, і вона також має далеке італійське походження від свого 7-кратного прадіда, який емігрував до Гібралтару з Генуї. Ще вона має ірландське походження по лінії батька.
Вона ходила до середної школи St Patrick's RC High School в Еклс поблизу Манчестера, а пізніше — Манчестерську школу акторської майстерності. Вона працювала в Selfridges в Trafford Center і агентом реєстрації в аеропорту Манчестера.

## Кар'єра
Наприкінці 2007 року, лише після другого прослуховуванні, Кіган запропонували роль Тіни Макінтайр у фільмі "Вулиця коронації ", і вона погодилася на цю роль, випередивши близько 900 інших людей, які пройшли прослуховування. Вона вирішила покинути шоу через шість років у 2013 році. За час, проведений у шоу, героїня Кіган Тіна знялася в багатьох гучних сюжетних лініях. У 2010 році The Guardian включив її до 10 найкращих персонажів Coronation Street усіх часів. У 2008 році акторка полетіла в Південну Африку, де відбулися знімання фільму "Вулиця Коронації: З Африки ", який є доповненням до Вулиці Коронації, де вона знялася в ролі Тіни.
У червні 2009 року Кіган дебютувала на радіо, де була співведучою програми BBC Radio 1 The Official Chart. Вона була представлена на обкладинці журналу FHM у січні 2011 року та була розміщена під номером 30 і номер 26 в опитуванні "100 найсексуальніших жінок" за 2010 та 2011 роки відповідно. Вона знову з'явилася на їх обкладинці в березні 2013 року і посіла четверте місце в опитуванні 2013 року, зрештою перемогла в 2015 році.

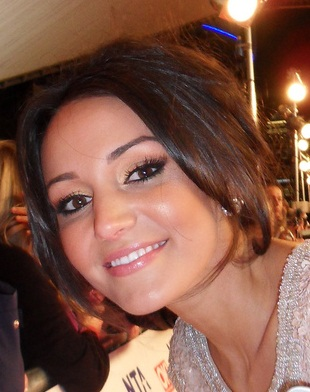
Кіган у 2012 році

У 2015 році вона отримала роль Трейсі Шоукросс у драматичному серіалі BBC "Звичайна брехня ". У червні 2015 року було оголошено, що вона отримала головну роль капрала Джорджі Лейн у другій серії драматичного серіалу BBC "Наша дівчина ", який транслювався протягом вересня 2016 року; третій сезон, який складається з 12 епізодів, почав транслюватися в жовтні 2017 року. У 2020 році вона повернулася до своєї останньої серії в ролі Джорджі. Також у 2016 році Кіган отримав гостьову роль у комедійному серіалі ITV2 Plebs. У червні 2016 року вона почала знімання драматичного серіалу ITV "Тіна і Боббі ", заснованого на стосунках Тіни Дін і Боббі Мура, у якому вона зіграла Тіну; це був серіал із трьох частин, який вийшов в ефір у січні 2017 року. У 2017 році Мішель Кіган у партнерстві з брендом одягу Lipsy створила власну колекцію.
Наразі Кіган виконує головну роль Ерін Крофт у комедійному драматичному серіалі Sky One «Brassic», який стартував у 2019 році. 22 лютого 2022 року Кіган була запрошеним суддею в епізоді Snatch Game RuPaul's Drag Race: UK vs the World. У травні 2022 року BBC і STAN замовили новий серіал із Кіганом у головній ролі, "Десять фунтових помсів ", драму про британських громадян, які емігрували до Австралії після Другої світової війни, знімання якої розпочалися в Австралії незабаром після цього.

## Особисте життя
З грудня 2010 року Кіган була у стосунках зі співаком The Wanted Максом Джорджем. Пара заручилася в червні 2011 року, проте наступного року розірвала стосунки. У вересні 2013 року, після дев'яти місяців залицянь, акторка оголосила про заручини з Марком Райтом. Вони одружилися 24 травня 2015 року.

## Фільмографія
| Рік         | Назва                                                                  | Роль                        | Примітки                                                    |
| ----------- | ---------------------------------------------------------------------- | --------------------------- | ----------------------------------------------------------- |
| 2008 –2014  | Вулиця коронації                                                       | Тіна Макінтайр              | Звичайна роль; 861 епізод                                   |
| 2008        | Вулиця коронації: З Африки                                             | Тіна Макінтайр              | Прямий перегляд фільму на відео ; епізодична поява          |
| 2009        | Червоний гном: назад на Землю                                          | себе                        | Частина 3                                                   |
| 2013        | Лимон La Vida Loca                                                     | себе                        | Епізод: «День народження Кіта»                              |
| 2015        | Звичайна брехня                                                        | Трейсі Шоукросс             | Головна роль                                                |
| 2016        | П'яна історія                                                          | Королева Єлизавета I        | Епізод 2.1                                                  |
| 2016 –2020  | Наша дівчина                                                           | Старший капрал Джорджі Лейн | Головна роль (серії 2–4)                                    |
| 2016        | Плебс                                                                  | Урсула                      | Епізод: «Весталка»                                          |
| 2016        | Кришталевий лабіринт                                                   | себе; учасник конкурсу      | Знаменитості протистоять раку, спеціальний випуск 2016 року |
| 2017        | Тіна і Боббі                                                           | Тіна Мур                    | Головна роль                                                |
| 2017        | П'яна історія                                                          | Марія, королева Шотландії   | Епізод 2.3                                                  |
| 2017        | Кінотеатр «Кейт і Педді».                                              | Принцеса Лея                | Епізод: «Зоряні війни: Повернення Джедая»                   |
| 2018        | Ким ти себе вважаєш?                                                   | себе                        | 1 епізод                                                    |
| 2018        | Strangeways Here We Come                                               | Демі                        | плівка                                                      |
| 2019 — нині | Без копійки                                                            | Ерін Крофт                  | Головна роль                                                |
| 2022        | Королівські перегони Ру Пола: Сполучене королівство проти всього світу | себе                        | Запрошений суддя                                            |
| 2023        | Десять фунтів Poms                                                     | Кейт                        | Головна роль                                                |
| 2024        | Твоя перша остання брехня                                              | Мая Стерн                   | Головна роль                                                |

## Сцена
| Рік       | Назва     | Роль      | Примітки         |
| --------- | --------- | --------- | ---------------- |
| 2014–2015 | Пітер Пен | Дінь-Дінь | Європейський тур |